# Classe Duca d'Aosta
La classe Duca d'Aosta di incrociatori della Regia Marina era costituita dagli incrociatori leggeri Emanuele Filiberto Duca d'Aosta ed Eugenio di Savoia, costruiti nella prima metà degli anni trenta rispettivamente negli stabilimenti OTO di Livorno e Ansaldo di Genova. Gli incrociatori del tipo Duca d'Aosta erano una sottoclasse della classe Condottieri.

## Caratteristiche
Gli incrociatori del tipo Duca d'Aosta erano una evoluzione del tipo Montecuccoli con un maggiore spessore della corazzatura e un aumento della potenza dei motori.
La propulsione era a vapore con due gruppi turboriduttori tipo Belluzzo/Parsons alimentate dal vapore di sei caldaie a tubi d'acqua del tipo Yarrow/Regia Marina, con bruciatori a nafta, con surriscaldatori, in cui l'acqua fluiva attraverso tubi riscaldati esternamente dai gas di combustione, sfruttando così il calore sprigionato dai bruciatori, dalle pareti della caldaia e dei gas di scarico.
Nel XX secolo questo tipo di caldaia diventò il modello standard per tutte le caldaie di grosse dimensioni, grazie anche all'impiego di acciai speciali in grado di sopportare temperature elevate e allo sviluppo di moderne tecniche di saldatura. L'apparato motore forniva una potenza massima di 100 000 CV e consentiva alla nave di raggiungere la velocità massima di quasi 37 nodi, con un'autonomia che ad una velocità media 14 nodi era di 3900 miglia.
L'armamento principale era costituito da otto cannoni da 152/53 A-1932 a culla singola e a caricamento semi-automatico installati in quattro torri binate sopraelevate, due a prora e due a poppavia del secondo fumaiolo.
L'armamento antiaereo principale era costituito da sei cannoni OTO da 100/47mm mod. 1927 in tre complessi binati, utili anche in compiti antinave, ma che con l'aumento della velocità dei velivoli e con le nuove forme di attacco in picchiata si mostrarono insufficienti alla difesa aerea e rivelavano una certa utilità solo nel tiro di sbarramento: per ovviare a tali inconvenienti venne approntato dalla Regia Marina il modello 90/50 mm A-1938 in un complesso singolo con affusto stabilizzato, che trovò impiego sulle Duilio ricostruite e sulle moderne Littorio ma non sulle Cavour ricostruite.
L'armamento antiaereo secondario era costituito da 8 mitragliere Hotchiss da 13,2/76 mm in quattro impianti binati e otto mitragliere pesanti Breda 37/54 mm  montate in 4 impianti binati che si rivelarono particolarmente utili contro gli aerosiluranti e in generale contro i bersagli a bassa quota.
L'armamento silurante era di sei tubi lanciasiluri in 2 complessi tripli brandeggiabili che trovavano posto in coperta circa a metà distanza fra i due fumaioli; l'armamento antisommergibile era completato da due lanciabombe di profondità.
L'unità imbarcava due idrovolanti da ricognizione marittima IMAM Ro.43 biplani biposto capaci di raggiungere circa 300 km/h e con circa 1 000 km di autonomia, che venivano lanciati da una catapulta per aerei, disposta a centro nave.

## Servizio
L'Eugenio di Savoia partecipò ad alcune azioni nella guerra civile spagnola e nel 1938 le due unità iniziarono una circumnavigazione del globo che interruppero alla minaccia dello scoppio della seconda guerra mondiale. La partenza che era prevista per il 1º settembre 1938 avvenne il 5 novembre dello stesso anno da Napoli, mentre il ritorno che era previsto per il 25 luglio 1939 alla fine di gennaio del 1939 venne anticipato con il richiamo delle navi che rientrarono a La Spezia il 3 marzo 1939.
Durante la seconda guerra mondiale presero parte alle battaglie di Punta Stilo (9 luglio 1940), di mezzo giugno (12 - 16 giugno 1942) e della prima battaglia della Sirte (17 dicembre 1941). Durante il conflitto svolsero principalmente missioni di scorta a convogli e di deposizione di campi minati.
Dopo l'armistizio dell'8 settembre 1943 si consegnarono a Malta assieme alle altre unità navali.
Dopo la fine della guerra vennero entrambi ceduti come riparazione per i danni di guerra, l'Emanuele Filiberto Duca d'Aosta all'Unione Sovietica e l'Eugenio di Savoia alla Grecia.

Immagini delle due unità
L'incrociatore Duca d'Aosta
L'Eugenio di Savoia